# Hedvika
Hedvika je žensko osebno ime.

## Izvor imena
Ime Hedvika  izhaja iz nemškega imena Hedwig. To ime je sestavljeno iz dveh starovisokonemških besed: hadu, ki pomeni boj in wig z enakim pomenom.

## Različice imena
Eda, Heda, Hedi, Hedika, Hedvi, Hedvica, Hedviga, Hedvina, Jadviga, Vika in Vikica.  

## Tujejezikovne oblike imena
Edvige, Jadwiga, Hedviga

## Pogostost imena
Po podatkih Statističnega urada Republike Slovenije je bilo na dan 31. decembra 2007 v Sloveniji število ženskih oseb z imenom Hedvika: 1.019. Med vsemi ženskimi imeni pa je ime Hedvika po pogostosti uporabe uvrščeno na 180. mesto.

## Osebni praznik
V koledarju je ime Hedvika zapisano 16. oktobra (Hedvika, svetnica, † 16. okt. 1243).

## Zanimivost
Hedvika je tudi ime svetnice, ki je bila meranska grofica, leta 1186 pa žena vojvoda Henrika I. v Šleziji. Umrla je leta 1243 v samostanu Trebnica in velja za zavetnico Šlezije in ženinov in nevest.